# Salt Island (Britische Jungferninseln)
Salt Island ist eine Insel der Britischen Jungferninseln, die ungefähr acht Kilometer südöstlich der Hauptinsel Tortola liegt. Sie wurde nach den dort vorhandenen Salzbecken benannt und hat eine Fläche von 77 ha (189 ac).

## Geschichte
Am 29. Oktober 1867 sank vor der Insel der britische Passagierdampfer Rhone während eines Hurrikans. Das Wrack dieses Schiffes diente als Kulisse für einige Szenen des Films Die Tiefe (1977) und ist eine beliebte Stelle zum Tauchen und Schnorcheln.
Ab 1993 war Norwell Durant der einzige Bewohner der Insel. Durant zog aus gesundheitlichen Gründen im Jahr 2004 nach Tortola, wo er im November desselben Jahres verstarb. Er ist auf Salt Island begraben.

## Tribute aus Salz
Die Salzernte war einst eine jährliche Tradition auf Salt Island, die auf die Tage von Königin Victoria im Jahr 1867 zurückging, als die Bewohner einmal im Jahr zusammenkamen, um das Salz aus dem See auf Salt Island zu ernten. Es wurde üblich, dass der Verwalter der Jungferninseln und später der Gouverneur der Jungferninseln der Monarchin am Geburtstag der Königin ein Pfund Salz schickte. Diese Tradition fiel später weg. Im Jahr 2015 beschloss Gouverneur John Duncan jedoch, die Tradition zu erneuern. Zum ersten Mal seit vielen Jahren wurde der Herrscherin ein Pfund Salz von Salt Island geschenkt. Der Gouverneur nahm das Salz mit nach London und überreichte es im März 2015 an den Herrscher. Das Salz war speziell für diesen Anlass von Calvin "Jandy" Smith aus East End, Tortola, geerntet worden. Bei ihrem Treffen überreichte der Gouverneur Ihrer Majestät einen Beutel mit Salz von Salt Island als Geschenk des Volkes der Jungferninseln. Bei der jährlichen Parade zur Feier des offiziellen Geburtstags der Herrscherin am 13. Juni 2015 kündigte der Gouverneur an, dass die frühere Tradition, der Herrscherin ein Pfund Salz zu überreichen, in den kommenden Jahren als Tradition erneuert werden würde.